# Chambrey

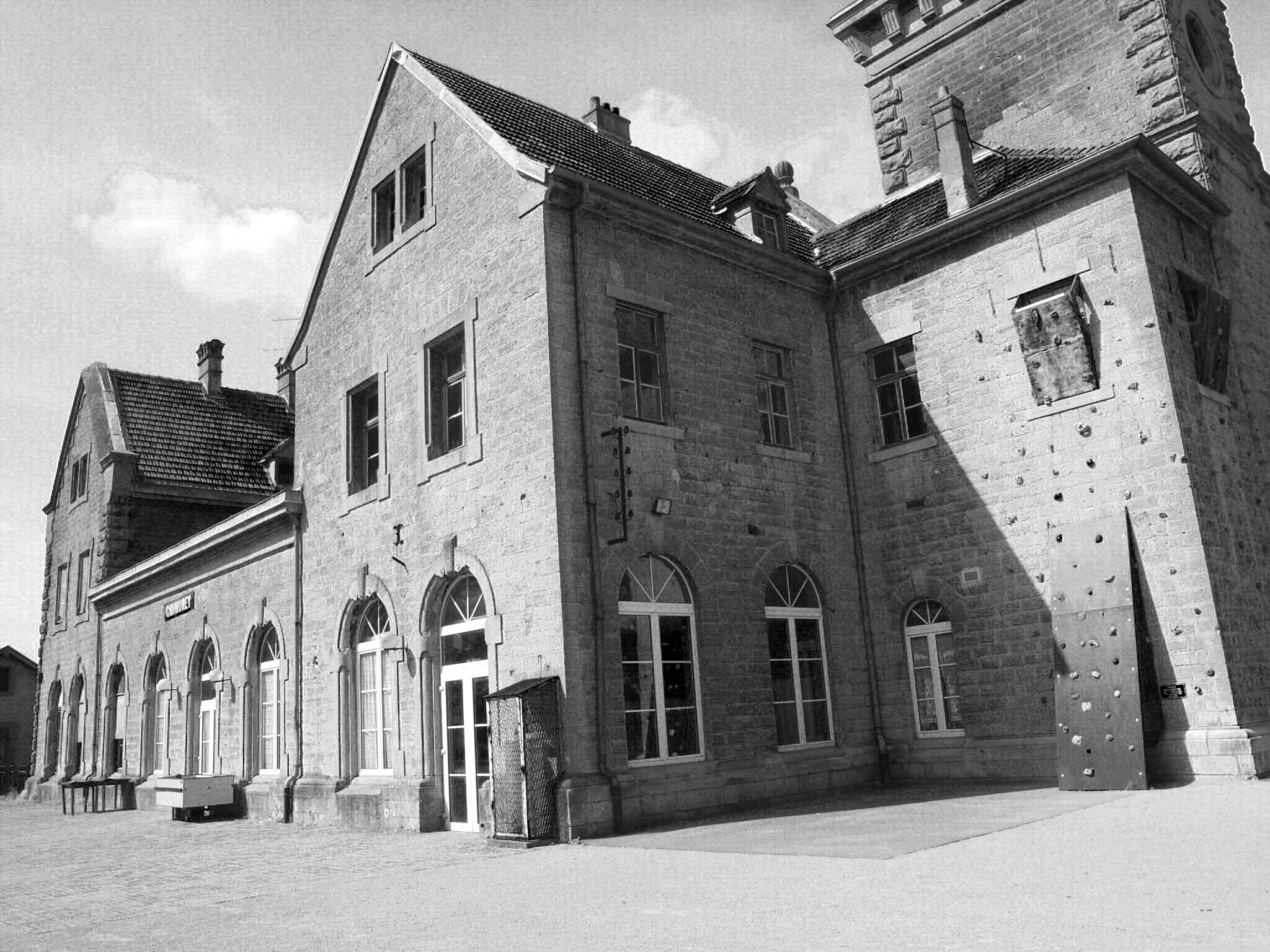
Altes Bahnhofsgebäude von Chambrey

Chambrey ist eine französische Gemeinde mit 317 Einwohnern (Stand 1. Januar 2022) im Département Moselle in der Region Grand Est (bis 2015 Lothringen). Sie gehört zum Kommunalverband Saulnois.

## Geographie
Chambrey liegt in Lothringen im Saulnois (Salzgau), 42 Kilometer südöstlich von Metz, 23 Kilometer nordöstlich von Nancy und fünf Kilometer südwestlich von Château-Salins am Fluss Seille, zwischen den Nachbargemeinden Salonnes im Nordosten und Moncel-sur-Seille im Südwesten. Das Gehöft Merlinsol (Merlinshof) gehört zur Gemeinde. Die Route de la Reine (Straße der Königin) wurde im Mittelalter nach der Königin Brunichild (545/550–613) benannt. Gleichnamige Straßen gab es in Fresnes-en-Saulnois und Viterne. Bei der Route de la Reine in Chambrey handelt es sich um den Teil einer alten Römerstraße von Metz (Divodurum) über Delme (Duodecimum) nach Tarquimpol (Decem Pagi).

## Geschichte
Die Ortschaft gehörte früher zum Herzogtum Lothringen und dem Bistum Metz.  Überlieferte ältere Ortsbezeichnungen sind Chambrei (1339), Chambry (1398) und  Chambreyum (1642).
Im Mittelalter besaß das Domkapitel Saint-Étienne von Vic-sur-Seille, das dem Bistum Metz unterstellt war, das Lehen Chambery. Durch die Bestimmungen im Friede von Vincennes wurde Chambrey 1661  Frankreich einverleibt. 1698 wurde Chambery der Kastellanei von Amance zugeteilt, die der Bailliage von Nancy unterstellt war. Die Pfarrei von Chambrey gehörte zum Verwaltungsbereich des Erzpriesters von Delme, der dem Archidiakonat von Vic-sur-Seille unterstellt war, das dem Bistum Metz unterstand.
1793 erhielt Chambrey im Zuge der Französischen Revolution (1789–1799) den Status einer Gemeinde und 1801 als Chambray das Recht auf kommunale Selbstverwaltung. Es gehörte von 1801 bis 1871 zum früheren Département Meurthe, das 1871 in Département Meurthe-et-Moselle umbenannt wurde.
Durch den Frankfurter Frieden vom 10. Mai 1871 kam die Region an das deutsche Reichsland Elsaß-Lothringen, und das Dorf wurde dem Kreis Château-Salins im Bezirk Lothringen zugeordnet. Die Dorfbewohner betrieben Getreide-, Gemüse-, Hopfen- und Weinbau. In der Schule des französischsprachigen Ortes wurde nun auch Deutschunterricht erteilt. Zu dieser Zeit waren noch Ruinenreste des Schlosses vorhanden.
Der Bahnhof Chambrey lag an der Bahnstrecke Champigneulles–Château-Salins, etwa einen halben Kilometer südlich des Ortes. Bis 1919 war er deutscher Grenzbahnhof. Gegenüberliegendes Pendant auf französischer Seite war der Bahnhof Moncel. Das Empfangsgebäude des Bahnhofs Chambrey wurde deshalb besonders repräsentativ und prächtig gestaltet. Es dient heute als Dorfgemeinschaftshaus, nachdem die Strecke schon mehrere Jahrzehnte stillgelegt ist.
1881 eröffnete eine Saline, die 40 Menschen beschäftigte und einen Jahresausstoß von 10.000 t Steinsalz hatte.
Am 30. Juli 1914 wurde zu Beginn des Ersten Weltkriegs (1914–1918) in Chambrey als Grenzstadt deutsches Militär stationiert, am 2. August 1914 das Vieh der Einwohner nach Brulange (Brülingen) getrieben. In den folgenden Jahren war es nicht möglich, die Ernte einzubringen. Am 7. August 1914 errichteten französische Truppen Straßensperren und besetzten die Ortschaft. Am nächsten Tag zündeten sie die Saline an. Am 12. August 1914 gab es ein Scharmützel am Gehöft Merlinsol, danach wurde das Gehöft angezündet. Nach den Grenzschlachten vom 18. bis 20. August 1914 zogen sich die französischen Truppen zurück und zerstörten die Brücke über die Seille bei Salonnes. Danach war die Ortschaft wieder von deutschen Truppen besetzt. In der Nacht vom 31. Mai zum 1. Juni 1915 wurde Chambrey evakuiert. Chambrey gehörte als französischsprachige Ortschaft zu den 247 letzten Gemeinden im Reichsland Elsaß-Lothringen, deren Name im Ersten Weltkrieg eingedeutscht wurde: Am 2. September 1915, dem Jahrestag der Schlacht von Sedan, wurde der Ortsname durch kaiserlichen Erlass in Kambrich geändert. 1917 zerstörten Brandbomben Teile der Ortschaft, unter anderem das Kirchenschiff. Kurz vor dem Ende des Krieges brachten die Deutschen die Glocken der Kirche weg, um daraus Kanonen zu gießen. Wenige Tage nach dem Waffenstillstand von Compiègne kehrten die Bewohner zurück. Nach Kriegsende musste die Region aufgrund der Bestimmungen des Versailler Vertrags 1919 an Frankreich abgetreten werden und wurde Teil des Département Moselle. Der Militärfriedhof dient heute als Gemeindefriedhof. Auf ihm wurden französische (1914) und deutsche Soldaten beerdigt. Im Zweiten Weltkrieg war Chambrey von der deutschen Wehrmacht besetzt. Vor Kriegsende im Herbst 1944 waren sämtliche Einwohner evakuiert worden.

### Bevölkerungsentwicklung
| Jahr                       | 1962 | 1968 | 1975 | 1982 | 1990 | 1999 | 2009 | 2019 |
| Einwohner                  | 387  | 366  | 345  | 364  | 342  | 341  | 359  | 325  |
| Quellen: Cassini und INSEE |      |      |      |      |      |      |      |      |

Die meisten Einwohner hatte Chambrey 1886 (837). Durch den Ersten Weltkrieg ging die Bevölkerungszahl stark zurück, die Gemeinde verlor 306 Einwohner zwischen 1911 und 1921. Auch im Zweiten Weltkrieg ging die Einwohnerzahl zurück, diesmal verlor die Gemeinde 148 Bewohner zwischen 1936 und 1946. Seitdem hat sich die Einwohnerzahl nicht mehr erholt.

## Wappen
Das Wappen der Gemeinde ist horizontal in zwei Hälften geteilt, die die ursprüngliche Einteilung der Ortschaft in „Ober-“ und „Unterchambrey“ (Ban de dessus, Ban de dessous) darstellen. Die untere Hälfte ist golden mit einer roten Kugel (Tourteau) und die obere Hälfte ist rot mit zwei goldenen Münzen (Besant). Die runden Objekte stellen die Steine des Stephanus (frz. Étienne) dar und sollen daran erinnern, dass das Domkapitel Saint-Étienne von Vic-sur-Seille das Lehen Chambrey besaß.

## Infrastruktur
20 Kilometer südwestlich von Chambrey liegt der Flughafen Nancy-Essey, der Flughafen Metz-Nancy-Lothringen liegt 26,4 Kilometer nordwestlich. Südlich des Ortskerns gibt es eine Auffahrt auf die Route nationale 74.